# Жанторе-хан
Жанторе-хан (каз. Жантөре хан; 1759 — 2 листопада 1809) — казахський правитель, хан Молодшого жуза, старший син Айшуак-хана. Був офіційно визнаний Росією на відміну від Абілгази-хана та Каратай-хана, які також претендували на владу в Молодшому жузі.

## Життєпис
На початку 1790-их років брав участь у національно визвольному повстанні під проводом Сирима Датули, однак невдовзі перейшов на бік царської адміністрації.
1805 року оренбурзький військовий губернатор Григорій Волконський рекомендував кандидатуру Жанторе на престол Молодшого жуза в зв'язку з цілковитою неспроможністю хана Айшуака. На початку наступного року більшість старшин підтримала його кандидатуру, яку одразу ж затвердив Олександр I.
Таке призначення викликало невдоволення з боку іншого претендента на ханський престол — султана Каратая, якого підтримували багато членів ханської ради. І хоч оренбурзький губернатор зумів залагодити конфлікт, Жанторе-хан не мав жодної популярності серед казахів. Невдовзі після сходження останнього на трон боротьба між суперниками знову загострилась і завершилась убивством Жанторе прибічниками Каратая в листопаді 1809 року.